# 누산기

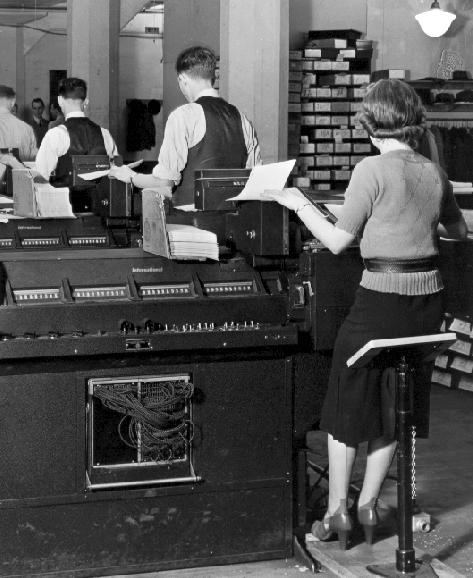
1936년 경의 태뷸레이팅 머신 위에 보이는 누산기. 4개의 레지스터 각각은 10자리 숫자를 저장할 수 있다.

누산기(累算器) 또는 어큐뮬레이터(accumulator)는 컴퓨터의 중앙 처리 장치(CPU)에서 중간 산술 논리 장치 결과가 저장되는 레지스터이다.
레지스터가 없으면 다음 연산을 위해 다시 읽을 수 있도록 각각의 계산(더하기, 곱하기, 시프트 등)의 결과를 주 기억장치에 기록할 필요가 있다. 주 기억장치에 대한 접근은 누산기와 같은 레지스터에 접근하는 것 보다 더 느린데, 이는 대형 주 메모리에 사용되는 기술이 레지스터에 사용되는 것 보다 더 느리기(그러나 값은 더 저렴함) 때문이다. 초기의 전자 컴퓨터 시스템들은 종종 누산기가 있는 그룹, 누산기가 없는 그룹, 이렇게 2개의 그룹으로 나뉘었다.
현대의 컴퓨터 시스템들은 종종 누산기의 역할을 하는 여러 개의 범용 레지스터를 갖추고 있으므로 이 용어는 더 이상 과거처럼 일상적으로 쓰이지 않는다. 그러나 수많은 특수 목적 프로세서들은 설계의 단순화를 위해 여전히 단순한 누산기를 사용한다.

## 누산기 기반 컴퓨터
에니악의 1945년 구성은 20개의 누산기가 있었고 병렬로 운용이 가능하였다.:46
12비트 PDP-8은 누산기를 사용한 최초의 미니컴퓨터들 가운데 하나였으며 이후에 나온 수많은 머신들에 영향을 주었다.

## 같이 보기
- 단일 곱셈-누산기